# Amédée Delport
Amédée Delport est un homme politique français né le 4 novembre 1840 à Cahors (Lot) et décédé le 28 novembre 1900 à Paris.

## Biographie
Notaire, puis juge de paix, il est conseiller général en 1886, il est élu sénateur du Lot le 25 mars 1900 et meurt à la fin de l'année.